# Cankova

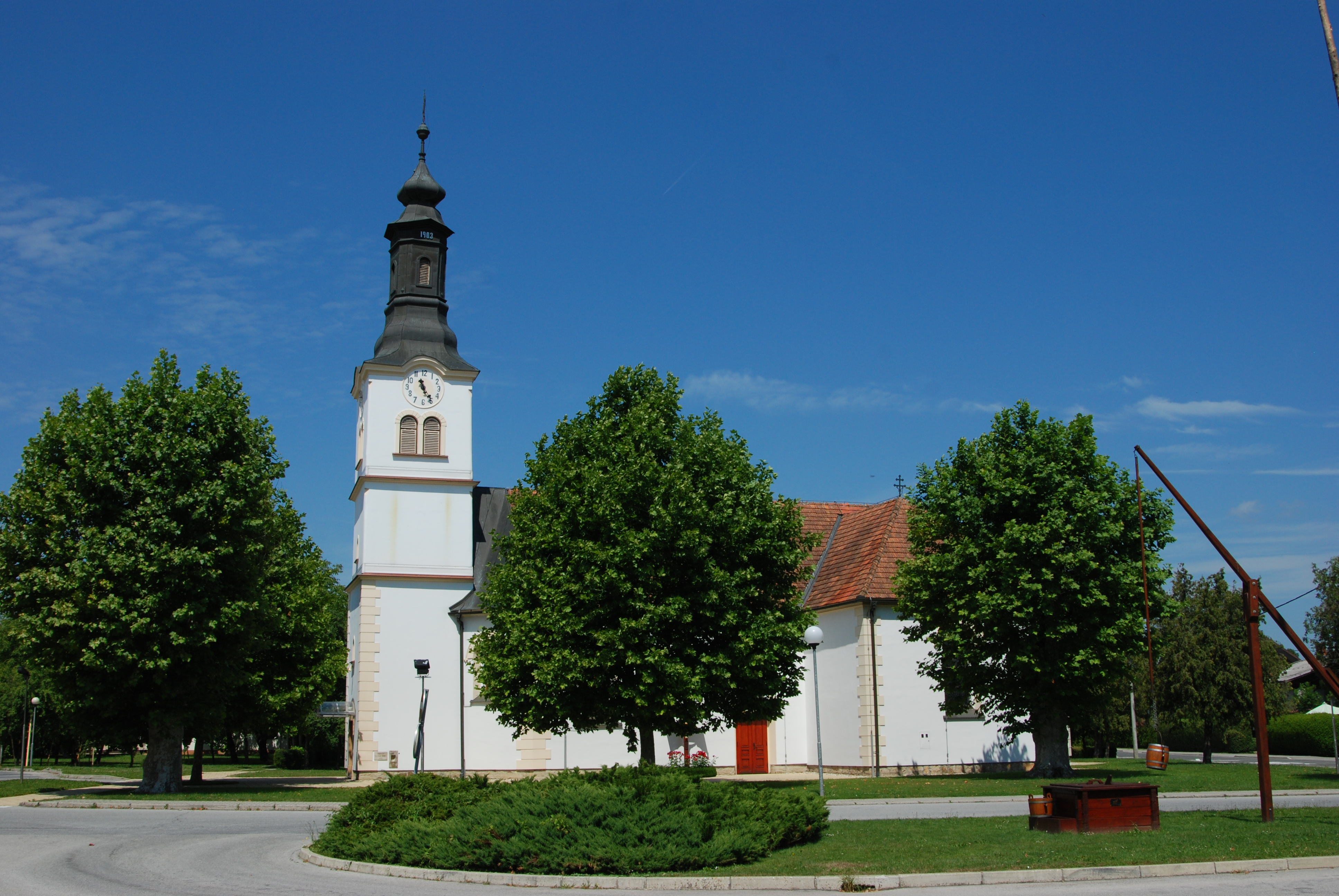
Zdejší kostel svatého Josefa (2013)

Cankova (maďarsky Vashidegkút, německy Kaltenbrunn) je jednou z osmi vesnic, které tvoří občinu Cankova, jejíž je správním centrem. Vesnice se rozkládá v Pomurském regionu na severovýchodě Slovinska u jeho hranic s Rakouskem. V roce 2002 ve vsi žilo celkem 481 obyvatel.

## Popis a poloha
Území vesnice, mající rozlohu 3,46 km², se rozkládá při západním okraji občiny. Nadmořská výška se pohybuje v rozmezí od 207 metrů na jihu až po 238 metrů na severu. Při západním okraji vesnice protéká potok Kučnica, který tvoří státní hranici s Rakouskem. Tu bylo možné překonat přes někdejší hraniční přechod.
Murska Sobota, hlavní město regionu, leží od Cankova ve vzdálenosti přibližně 16 kilometrů. Severozápadním směrem od něj se nachází Korovci, severně Gornji Črnci, na severovýchod pak Domajinci a východně Topolovci. Jižním směrem se nachází Skakovci. Všechny tyto sousedící vesnice jsou součástí občiny Cankova. Při západní straně se nachází rakouské město Bad Radkersburg.
V Cankově je zřízena základní škola, mající k dispozici sportovní zázemí. Stojí zde též kostel svatého Josefa s farou. V jejich blízkosti se nachází náměstí s parkovou úpravou a fontánou. Je zde umístěn také pomník Avgusta Pavla, jenž byl prvním překladatelem slovinské literatury do maďarštiny.
Obyvatelstvo Cankova pracuje převážně v zemědělství. Další dojíždějí za prací do Murské Soboty nebo Rakouska.